# Muneta
Muneta es una localidad española y un concejo de la Comunidad Foral de Navarra perteneciente al municipio de Allín. 
Está situado en la Merindad de Estella, en la comarca de Estella Oriental, y a 53 km de la capital de la comunidad, Pamplona. Su población en 2014 fue de 42 habitantes (INE), su superficie es de 2,12 km² y su densidad de población de 19,81 hab/km².

## Topónimo
El nombre deriva del vasco munu- ‘colina’ y el sufijo -eta que indica lugar: ‘sitio de la colina’. Significado. 'Colina(s)'.
El nombre aparece en los documentos antiguos como Muneta (1257, 1366, NEN), Munoeta (1280, 1350, NEN), Munueta (1280, NEN) y Munueta, Senior de (1082, NEN).

## Geografía física

### Situación
La localidad de Muneta está situada en la parte central del municipio de Allín a una altitud de 585 m s. n. m. Su término concejil tiene una superficie de 2,12 km² y limita al norte con sierra de Lóquiz; al este con el concejo de Galdeano; al sur con los de Larrión y Eulz y al oeste con el de Aramendía.
|                  | Norte: sierra de Lóquiz |                |
| Oeste: Aramendía |                         | Este: Galdeano |
|                  | Sur: Larrión y Eulz     |                |

## Demografía

### Evolución de la población
| Gráfica de evolución demográfica de Muneta entre 2000 y 2010 |
|                                                              |
| Datos según el nomenclátor publicado por el INE.             |

## Arte

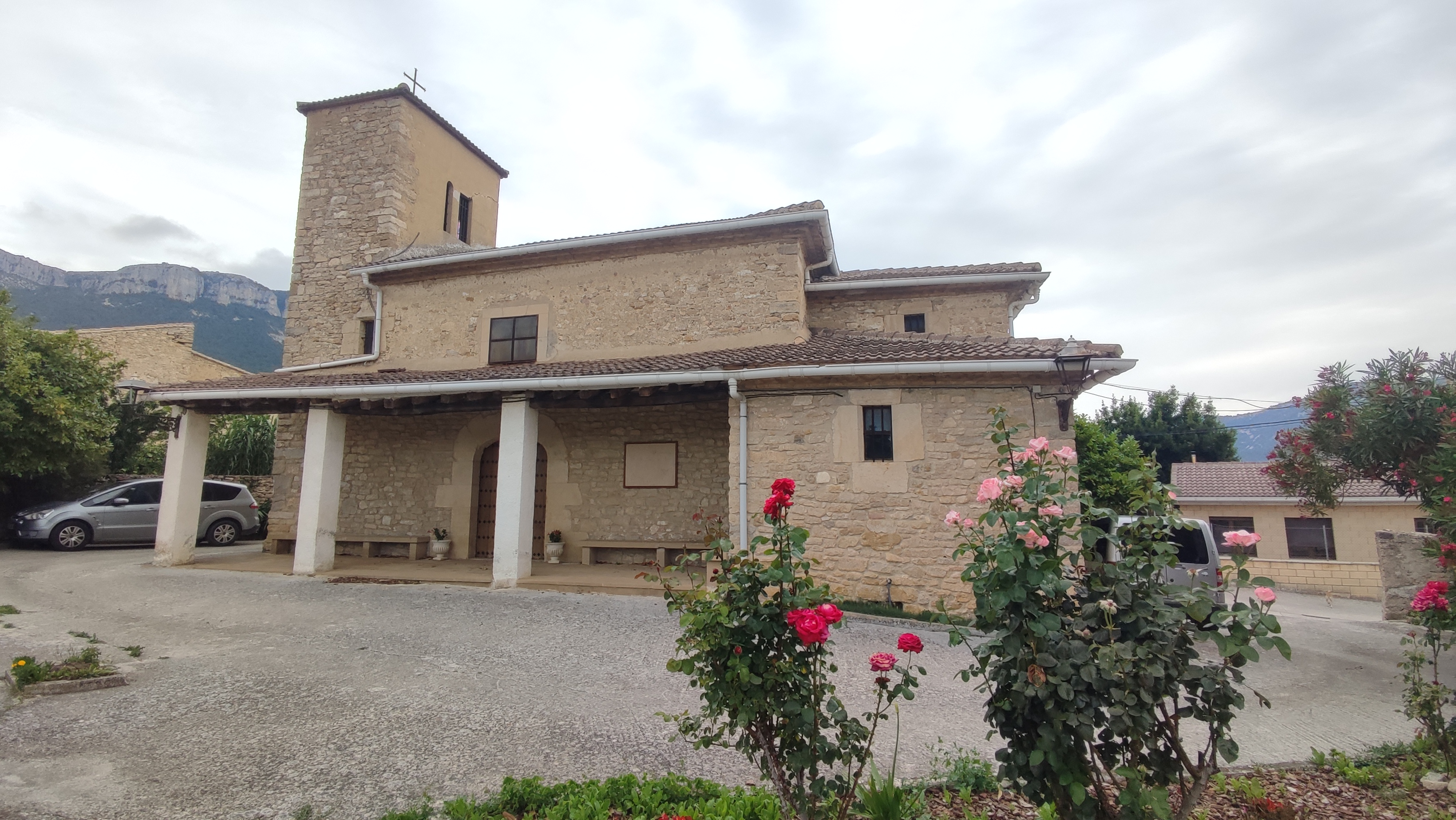
Parroquia de Muneta, dedicada a San Vicente

- Iglesia de San Vicente, del siglo XVII.